# Virginia Field
Virginia Field, geboren als Margaret Cynthia Field (Londen, 4 november 1917 – 2 januari 1992), was een in Groot-Brittannië geboren Brits-Amerikaans actrice.

## Biografie
Virginia Field werd op 4 november 1917 als enig kind geboren in Londen. Haar vader, Sir John Field, was rechter in Leicester. Field kreeg haar opvoeding in Parijs, Wenen en Zuid-Frankrijk. Daarna keerde ze terug naar Groot-Brittannië voor haar toneelopleiding.
Fields eerste filmrol was in de Britse film The Lady is Willing. Haar Amerikaanse filmdebuut was in David O. Selznicks Little Lord Fauntleroy (1936). Later kreeg ze een contract bij 20th Century Fox en speelde onder andere in een aantal Mr. Moto-films.
Field was driemaal getrouwd, eerst met acteur Paul Douglas (1942–1946), vervolgens met de muzikant Howard Grode (1947–1948) en later met de acteur Willard Parker (1951–1992). Bij Douglas kreeg ze in 1945 een dochter, Margaret Field Douglas genaamd.
Op 2 januari 1992 stierf Field aan de gevolgen van kanker.

## Waardering
Op 8 februari 1960 werd Virginia Field met een ster op 1751 Vine Street geëerd op de Hollywood Walk of Fame.

## Filmografie
- The Primrose Path (1934) – Ianthe Dorland
- The Lady Is Willing (1934) – Maid (niet vermeld)
- Little Lord Fauntleroy (1936) – Miss Herbert
- Sing, Baby, Sing (1936) – Farraday's Nurse (niet vermeld)
- Thank You, Jeeves! (1936) – Marjorie Lowman
- Ladies in Love (1936) – Countess Helena
- Lloyd's of London (1936) – Polly
- Career Woman (1936) – Fifi Brown
- Think Fast, Mr. Moto (1937) – Gloria Danton
- London by Night (1937) – Bessie
- Lancer Spy (1937) – Joan Bruce
- Ali Baba Goes to Town (1937) – Dinah
- Charlie Chan at Monte Carlo (1937) – Evelyn Grey
- Mr. Moto's Last Warning (1939) – Connie
- Bridal Suite (1939) – Abbie Bragdon
- Captain Fury (1939) – Mabel
- The Sun Never Sets (1939) – Phyllis
- Mr. Moto Takes a Vacation (1939) – Eleanore Kirke
- Eternally Yours (1939) – Lola De Vere
- The Cisco Kid and the Lady (1939) – Billie Graham
- Waterloo Bridge (1940) – Kitty
- Dance, Girl, Dance (1940) – Elinor Harris
- Hudson's Bay (1941) – Nell Gwyn
- Knockout (1941) – Gloria Van Ness
- Singapore Woman (1941) – Claire Weston
- Atlantic Convoy (1942) – Lida Adams
- The Crystal Ball (1943) – Jo Ainsley
- Stage Door Canteen (1943) – zichzelf
- Ladies' Man (1947) – Gladys Hayden
- The Perfect Marriage (1947) – Gloria
- The Imperfect Lady (1947) – Rose Bridges
- Repeat Performance (1947) – Paula Costello
- Variety Girl (1947) – Variety-meisje
- Christmas Eve (1947) – Claire
- Dream Girl (1948) – Miriam Allerton Lucas
- John Loves Mary (1949) – Lilly Herbish
- A Connecticut Yankee in King Arthur's Court (1949) – Morgan Le Fay
- Dial 1119 (1950) – Freddy
- The Lady Pays Off (1951) – Kay Stoddard
- Week-End with Father (1951) – Phyllis Reynolds
- The Veils of Bagdad (1953) – Rosanna
- Appointment with a Shadow (1957) – Florence Knapp
- Rockabilly Baby (1957) – Eleanor Carter / Dixie West
- The Explosive Generation (1961) – Mrs. Katie Sommers
- The Earth Dies Screaming (1964) – Peggy Hatton

- Bibliothèque nationale de France: cb14679130k (data)
- Gemeinsame Normdatei: 1061432262
- International Standard Name Identifier: 0000 0000 2517 8770
- Library of Congress Control Number: n85248167
- Nationale Bibliotheek van Israël: 987007452731805171
- SNAC: w6pr8tvs
- Virtual International Authority File: 51951774
- WorldCat: E39PBJqK78bPdfppFWQ78FJMT3